# Altiero Spinelli
Altiero Spinelli (Roma, 31 de agosto de 1907 — Roma, 23 de maio de 1986) foi um político comunista italiano, teórico político e federalista europeu, referido como um dos fundadores da União Europeia.

## Vida
Comunista e militante antifascista em sua juventude, ele passou 10 anos preso pelo regime fascista. Desiludido com o stalinismo, rompeu com o Partido Comunista Italiano em 1937. Preso em Ventotene durante a Segunda Guerra Mundial, junto com outros socialistas democráticos, redigiu o Manifesto por uma Europa livre e unida (mais conhecido como Manifesto Ventotene) em 1941, considerado um precursor do processo de integração europeia.
Ele teve um papel de liderança na fundação do movimento federalista europeu, e teve forte influência nas primeiras décadas da integração europeia pós-Segunda Guerra Mundial. Mais tarde, ajudou a relançar o processo de integração na década de 1980. No momento da sua morte, ele era membro da Comissão Europeia há seis anos, membro do Parlamento Europeu por dez anos até sua morte. O edifício principal do Parlamento Europeu em Bruxelas tem o seu nome.

## Manifesto Ventotene
Em junho de 1941, bem antes que o resultado da guerra fosse previsível com segurança, Spinelli e seu companheiro de prisão Ernesto Rossi completaram o Manifesto Ventotene, eventualmente intitulado Per un'Europa libera e unita ("Por uma Europa Livre e Unida. Um Projeto de Manifesto"), que argumentava que, se a luta contra as potências fascistas fosse bem sucedida, seria em vão se ela apenas levasse ao restabelecimento do antigo sistema europeu de soberania Estados-nação em alianças cambiantes. Isso inevitavelmente levaria à guerra novamente. O documento pedia o estabelecimento de uma federação europeia pelos poderes democráticos após a guerra. Por necessidade de sigilo e falta de materiais adequados na época, o Manifesto foi escrito em papéis de cigarro, escondido no fundo falso de uma caixa de lata e contrabandeado para o continente por Ursula Hirschmann. Em seguida, circulou através da Resistência Italiana, e mais tarde foi adotado como o programa do Movimento Federalista Europeu, que Spinelli, Colorni e cerca de 20 outros estabeleceram, assim que puderam deixar o campo de internação. A reunião de fundação foi realizada na clandestinidade em Milão nos dias 27 e 28 de agosto de 1943.
O Manifesto foi amplamente divulgado em outros movimentos de resistência no final da guerra. Líderes da resistência de vários países se reuniram clandestinamente em Genebra em 1944, uma reunião com a presença de Spinelli.
O Manifesto apresentou propostas para a criação de uma federação europeia de estados, cujo objetivo principal era unir os países europeus tão intimamente que não pudessem mais entrar em guerra uns com os outros. Como em muitos círculos políticos de esquerda europeus, esse tipo de movimento em direção a ideias federalistas foi argumentado como uma reação aos excessos destrutivos do nacionalismo. As bases ideológicas para uma Europa unida podem, assim, ser atribuídas à hostilidade ao nacionalismo: estabelecer o domínio da raça alemã na Europa foi frustrado" (reunião de fundação do MFE).

## Publicações
- Per un'Europa libera e unita. Progetto d'un manifesto, com Ernesto Rossi, 1941. [primeiro rascunho do manifesto Ventotene, perdido]
- Il Manifesto del Movimento Federalista Europeo. Elementi di discussione, in "Quaderni del Movimento Federalista Europeo", n. 1 de agosto de 1943. [segundo rascunho do manifesto Ventotene]
- Tesi politiche federaliste, settembre 1943, ne "L'Unità europea", n. 3.
- Problemi della Federazione europea, com Ernesto Rossi, Roma, Edições do Movimento Italiano para a Federação Européia, 1944. [terceiro esboço do manifesto Ventotene]
- Considerazioni di un federalista sulla Germania, Firenze, La nuova Italia, 1948.
- Dagli stati sovrani agli Stati Uniti d'Europa, Prefazione di Aldo Garosci, Firenze, La nuova Italia, 1950.
- Manifesto dei Federalisti Europei, Parma, Guanda, 1957 (reimpresso como Il Manifesto dei federalisti europei, editado por Piero S. Graglia, Ventotene, L'ultima spiaggia, 2016. ISBN 978-88-98-60710-5).
- L'Europa non cade dal cielo, Bologna, Il mulino, 1960.
- Tedeschi al bivio, Roma, Opere Nuove, 1960.
- Repressione politica e opposizione clandestina. Il Tribunale speciale, in Trent'anni di storia politica italiana, 1915-1945, Torino, ERI, 1962.
- Che fare per l'Europa?, editado por, Milano, Edizioni di Comunità, 1963.
- Rapporto sull'Europa, Milano, Edizioni di Comunità, 1965.
- Il lungo monologo, Roma, Edizioni dell'Ateneo, 1968.
- L'avventura europea, Bologna, Il Mulino, 1972.
- PCI, che fare? Riflessioni su strategia e obiettivi della Sinistra, Torino, Einaudi, 1978.
- La mia battaglia per un'Europa diversa, Manduria, Lacaita, 1979.
- Verso l'unione europea, Firenze, Istituto Universitario Europeo, 1983.
- Come ho tentato di diventare saggio

I, Io, Ulisse, Bologna, Il Mulino, 1984. ISBN 88-15-00490-4.
II, La goccia e la roccia, editado por Edmondo Paolini, Bologna, Il Mulino, 1987. ISBN 88-15-01413-6.
- Il progetto europeo, Bologna, Il Mulino, 1985. ISBN 88-15-00883-7.
- Discorsi al Parlamento europeo, 1976-1986, editado por Pier Virgilio Dastoli, Bologna, Il Mulino, 1987. ISBN 88-15-01268-0.
- Battaglia per l'Unione. 1979-1986, Luxemburgo, Serviço das Publicações Oficiais das Comunidades Europeias, 1988.
- Diario europeo

I, 1948-1969, editado por Edmondo Paolini, Bologna, Il Mulino, 1989. ISBN 88-15-01981-2.
II, 1970-1976, editado por Edmondo Paolini, Bologna, Il Mulino, 1992. ISBN 88-15-02694-0.
III, 1976-1986, editado por Edmondo Paolini, Bologna, Il Mulino, 1992. ISBN 88-15-02752-1.
- Una strategia per gli Stati uniti d'Europa, editado por Sergio Pistone, Bologna, Il Mulino, 1989. ISBN 88-15-02094-2.
- L'Europa tra Ovest e Est, editado por Cesare Merlini, Bologna, Il Mulino, 1990. ISBN 88-15-02674-6.
- La crisi degli stati nazionali. Germania, Italia, Francia, editado por Lucio Levi, Bologna, Il Mulino, 1991. ISBN 88-15-02702-5.
- Il manifesto di Ventotene e altri scritti, Bologna, Il Mulino, 1991. ISBN 88-15-03307-6.
- Machiavelli nel secolo XX. Scritti del confino e della clandestinità, 1941-1944, editado por Piero S. Graglia, Bologna, Il Mulino, 1993. ISBN 88-15-04297-0.
- La rivoluzione federalista. Scritti 1944-1947, editado por Piero S. Graglia, Bologna, Il Mulino, 1996. ISBN 88-15-05246-1.
- Europa terza forza. Politica estera e difesa comune negli anni della guerra fredda. Scritti 1947-1954, editado por Piero S. Graglia, Bologna, Il Mulino, 2000. ISBN 88-15-07279-9.
- Carteggio. 1961-1971, com Pietro Nenni, Roma, Editori Riuniti, 2007. ISBN 978-88-359-6016-4.
- "Empirico" e "Pantagruel". Per un'Europa diversa. Carteggio 1943-1945, com Ernesto Rossi, editado por Piero S. Graglia, Milano, Angeli, 2012. ISBN 978-88-568-4869-4.